# Correo HTML
El correo HTML o email HTML es el uso de un subconjunto de HTML para posibilitar el marcado semántico y presentacional en los correos electrónicos, cosa que no está disponible usando solamente texto plano. El texto puede enlazar otros recursos sin mostrar directamente la URL, o sin dividir una URL muy larga en varias líneas. El texto es ajustado para rellenar el ancho de la ventana, en vez de ir dividiendo las líneas cada 78 caracteres (el RFC 5322 define este límite, porque era necesario en terminales viejas). Permite también la inclusión de imágenes, tablas, así como diagramas o fórmulas matemáticas como imágenes, que son difíciles de incluir de otra manera, como se hace en ocasiones con arte ASCII.

## Adopción
La mayoría de los clientes de correo gráficos son capaces de leer correo en HTML, y muchos lo tienen como opción predeterminada. También, muchos de esos clientes tienen un editor para componer HTML, así como un motor de renderizado para mostrar correos HTML recibidos.
Desde su invención, mucha gente se ha opuesto activamente al uso de HTML en el correo, por varias razones. Por ejemplo, la campaña ASCII Ribbon Campaign afirmaba que todo el correo debería ser enviado en formato ASCII. La campaña no tuvo éxito y finalizó en 2013. Mientras aún se considera inapropiado en muchos grupos de noticias y listas de correo, la adopción de HTML en el ámbito personal y empresarial ha aumentado constantemente a través del tiempo. Algunas de las personas que antes se oponían fervientemente al correo HTML ahora lo consideran una práctica inofensiva.
De acuerdo a algunas encuestas realizadas por compañías de mercadotecnia en línea, la adopción de clientes de correo capaces de visualizar HTML es universal actualmente, con menos del 3% informando de que solo usan clientes de texto. La mayoría de los usuarios prefieren recibir correos HTML en vez del texto plano.

## Compatibilidad
Los clientes de correo electrónico que cumplen con el RFC 2822 solo deben admitir correos de texto plano, no están obligados a admitir marcado HTML. Entonces, enviar correos HTML puede traer problemas  si el programa de correo del destinatario no admite el formato. En el peor caso, el destinatario verá el código HTML en vez del contenido.
Entre los clientes que sí admiten el formato HTML, algunos no son consistentes con las especificaciones del W3C, y muchos clientes de correo directamente no siguen los estándares, lo que puede causar deficiencias de visualización.
En particular, la etiqueta <head>, que es usada para enlazar a las reglas de estilo CSS que se aplicarán al documento entero, no está universalmente admitida, haciendo que el estándar de facto para aplicar estilos sea a través de los atributos style, aun cuando es una forma muy ineficiente, y no aprovecha la habilidad del HTML de separar contenido de la presentación. Aunque se han desarrollado algunas soluciones, esto ha causado mucha frustración entre los desarrolladores de boletines. El movimiento de Email Standards Project surgió como respuesta a dicho problema, calificando a los clientes de correo electrónico con una prueba, según la renderización de los correos. La prueba se inspiró en las del Web Standards Project, y presiona a los desarrolladores a mejorar sus productos
| Cliente                                | Resultado                                              |
| -------------------------------------- | ------------------------------------------------------ |
| AOL Webmail                            | Soporte sólido (13 de julio de 2011)                   |
| Apple iPhone                           | Soporte sólido (13 de julio de 2011)                   |
| Apple iPad                             | Soporte sólido (13 de julio de 2011)                   |
| Apple iPod Touch                       | Soporte sólido (13 de julio de 2011)                   |
| Apple Mail                             | Soporte sólido (28 de noviembre de 2007)               |
| Apple MobileMe                         | Soporte sólido (15 de agosto de 2008)                  |
| Eudora Eudora OSE codenamed "Penelope" | Soporte sólido (28 de noviembre de 2007)               |
| Microsoft Entourage                    | Soporte sólido (28 de noviembre de 2007)               |
| Mozilla Thunderbird                    | Soporte sólido (28 de noviembre de 2007)               |
| Windows Live Mail                      | Soporte sólido (28 de noviembre de 2007)               |
| Windows Mail                           | Soporte sólido (28 de noviembre de 2007)               |
| Yahoo! Mail Beta                       | Soporte sólido (8 de julio de 2011)                    |
| Windows Live Hotmail                   | Algunas mejoras recomendadas (8 de julio de 2011)      |
| Google Gmail                           | Algunas mejoras recomendadas (13 de julio de 2011)     |
| Lotus Notes 8                          | Algunas mejoras recomendadas (28 de noviembre de 2007) |
| Microsoft Outlook 2007                 | Algunas mejoras recomendadas (28 de noviembre de 2007) |